# Вывоз венгерских граждан в СССР (1956)
Вы́воз венге́рских гра́ждан в СССР — вывоз в СССР в ноябре 1956 году венгерских граждан, арестованных в связи с подавлением Венгерского восстания. Они были помещены в тюрьмы Украинской ССР. После допросов вывезенные граждане были в ноябре 1956 года — январе 1957 года возвращены на территорию Венгрии.

## Предыстория
В октябре 1956 года в Венгрии началось антикоммунистическое восстание. 4 ноября 1956 года в Венгрию в рамках операции «Вихрь» были введены советские войска. Начались аресты венгерских граждан. Согласно докладной записке начальника Особого отдела КГБ по 38-й армии полковника Я. И. Яковлева, по состоянию на 11 января 1957 года по результатам оперативной работы советских органов в Венгрии были арестованы 12412 человек.

## Организация вывоза венгерских граждан
Отправкой арестованных занимались органы государственной безопасности, особые отделы, а также (в первые дни) командиры воинских частей. Председатель КГБ СССР И.А. Серов в телефонограмме Н.С. Хрущеву от 19 ноября 1956 года сообщал:

…при отправке задержанных и арестованных в первые дни имели место случаи, когда командиры воинских частей помимо особых отделов и представителей органов госбезопасности самостостоятельно направляли на станцию Чоп задержанных, а лагеря МВД без согласованности с нами при отсутствии каких-либо следственных материалов на этих лиц принимали их на содержание…
Первый эшелон с арестованными венгерскими гражданами состоял из 58 лиц и включал полный состав коллектива железнодорожной станции пограничного Захоня. Этот эшелон был вывезен 4 ноября 1956 года. За этим эшелоном были другие. Основная часть вывезенных была вывезена 10 ноября 1956 года (319 человек). Историки называют разные даты отправки последнего эшелона. Наталия Варади указала, что последний эшелон был отправлен 15 ноября 1956 года. Миклош Хорват и Александр Пагирей отметили, что последний эшелон отправили 17 ноября 1956 года.
Большинство вывезенных транспортировали в СССР по железной дороге, в составах с закрытыми вагонами, через Захонь и Чоп. Члены штаба и сопровождения венгерской военной делегации на переговорах с советскими военными органами в Тёкёле во главе с министром обороны Венгрии Палом Малетерем были транспортированы непосредственно с воздушной базы в Тёкёле военным самолетом на Ужгородский военный аэродром 9 ноября 1956 года.

## Попытки арестованных привлечь внимание
Арестованные выбрасывали из закрытых вагонов записки с просьбами о помощи. Рабочие лесообрабатывающего государственного предприятия в Ньиредьхазе 15 ноября 1956 года объявили забастовку именно из-за того, что днём ранее состав с закрытыми вагонами, в которых перевозили граждан Венгрии, проходил через станцию города. При прохождении поезда через станцию люди в вагонах начали петь венгерский гимн, а также выбрасывали листы бумаги со своими именами и адресами. Сабольч-Сатмарский обком ВСРП создал специальную комиссию в составе троих партийных деятелей для обследования вопроса о вывозе венгров в СССР. Эта комиссия 16 ноября 1956 года на машине обкома заехала в Захонь, во всех населенных пунктах вдоль железной дороги опрашивала жителей и собрала свыше 100 выброшенных из окон вагонов листов бумаги.

## Размещение вывезенных венгерских граждан на территории Украинской ССР
Сначала все 860 вывезенных из Венгрии были доставлены в тюрьму № 1 МВД УССР в Ужгороде. Затем 463 вывезенных переместили в Стрый.

## Численность и состав вывезенных венгерских граждан
Историки приводят разные данные о численности вывезенных в СССР венгерских граждан. В советских списках указано, что были вывезены 846 лиц. Анализ отдельных протоколов допросов вывезенных граждан определил их общее число в 860 человек.
Все вывезенные за исключением трёх человек (сотрудники Красного Креста — граждане ФРГ) были гражданами Венгрии. По национальности большинство вывезенных были венграми. Также среди вывезенных были цыгане, евреи и хорваты. Двое вывезенных были греческими политическими эмигрантами, жившими с 1949—1950 годов в Венгерской Народной Республике.
Большинство вывезенных (835 человек) были мужчинами, а женщин было 25 человек. 75 человек были несовершеннолетними (родились в период с 1939 года по 1943 год), в том числе 9 девушек. Ещё 80 вывезенных родились в 1937—1938 годах. В целом 65 % вывезенных были моложе 30 лет.
37 % вывезенных лиц состояли на службе в разных государственных органах или работали государственными служащими.

## Возвращение в Венгрию
Вывезенных венгров стали возвращать уже в ноябре 1956 года. М. Хорват и А. Пагирей отметили, что первый контингент вывезенных (в основном женщины и несовершеннолетние) возвратился в Венгрию в период с 17 ноября 1956 года по 19 ноября 1956 года. Последние вывезенные были отправлены из СССР в Венгрию в январе 1957 года.

## Международная реакция
О вывозе арестованных венгров в СССР стало известно в мире. Сохранилось письмо колумбийского писателя Хорхе Саламеа, члена секретариата Всемирного совета мира от 23 ноября 1956 года, адресованное И. Г. Эренбургу. В этом письме сообщалось, что западных интеллигентов больше всего волнуют известия о вывозе венгров в СССР. Ответственный секретарь Советского комитета защиты мира М. И. Котов направил русский перевод этого письма был отправлен Центральному комитету КПСС. Кроме того, один из вернувшихся из СССР венгров — Шандор Сюч, бывший начальник пограничной железнодорожной станции в Захоне — дал показания Специальной комиссии по обследованию советского вмешательства в Венгрии ООН. Сюч 4 ноября 1956 года был перевезен на территорию СССР. В конце декабря 1956 года Сюч был отпущен в Венгрию из Ужгорода. Из Венгрии Сюч в январе 1957 года сбежал в Югославию, затем из лагеря беженцев был отправлен в Норвегию, где стал свидетелем Специальной комиссии по обследованию советского вмешательства в Венгрии ООН. Впрочем, Сюч не всегда говорил правду. Так Сюч рассказал своему биографу Тамашу Филепу, что в Ужгородскую тюрьму КГБ был вывезен с территории Венгрии сотрудник посольства Израиля. Но эта информация не подтвердилась
Советская сторона прибегла к помощи религиозных деятелей Западной Украины, которые публично опровергли сообщения о вывозе венгров в СССР. 27 ноября 1956 года в «Известиях» было опубликовано заявление епископа Мукачевского и Ужгородского Варлаама, а 28 ноября 1956 года «Известия» опубликовали заявление архиепископа Львовского и Тернопольского Палладия. Оба заявления опровергали сообщения о вывозе венгерских граждан в СССР. Бела Генчи, епископ Венгерской реформатской церкви в Закарпатье, и Михаил Мочарко, старший пресвитер Всесоюзного совета евангельских христиан-баптистов в Закарпатской области сделали аналогичное заявление в форме открытого письма Ассамблее ООН.